# (6190) Rennes
(6190) Rennes (1989 TJ1) – planetoida z pasa głównego asteroid okrążająca Słońce w ciągu 4 lat i 265 dni w średniej odległości 2,82 j.a. Została odkryta 8 października 1989 roku.